# Joseph Réal
 (juin 2010).
Si vous disposez d'ouvrages ou d'articles de référence ou si vous connaissez des sites web de qualité traitant du thème abordé ici, merci de compléter l'article en donnant les références utiles à sa vérifiabilité et en les liant à la section « Notes et références ».

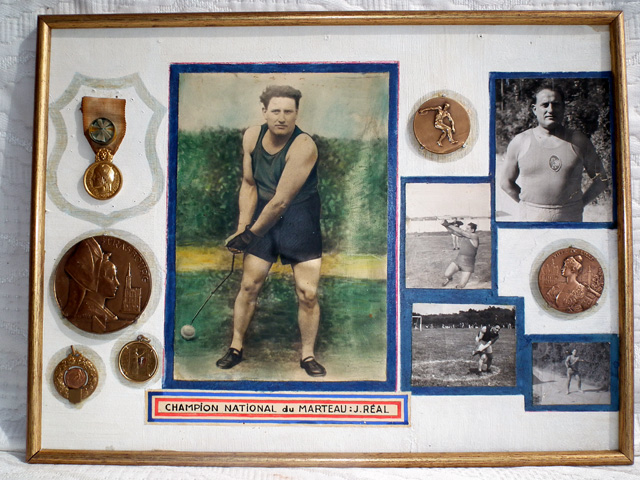
Médailles sportives J.RÉAL

Joseph Réal, né le 23 décembre 1903 à Genève et mort le 7 mai 1990 à Hauteville-Lompnes, est un athlète français spécialiste du lancer du marteau.
Il remporte le titre du lancer du marteau lors des Championnats de France d'athlétisme 1950.
Médaille d'or d'éducation physique, il découvre et forme Pierre Legrain, qui lui succède au palmarès de champion de France du lancer du marteau. 
Ingénieur de formation, il milite auprès de Maurice Schumann dans la création du Mouvement républicain populaire. Il crée et anime un théâtre à Thumeries au profit de prisonniers de la Seconde Guerre mondiale.